# 안드레이 블라디미로비치 대공
안드레이 블라디미로비치 대공(Grand Duke Andrei Vladimirovich of Russia, 1879년 5월 14일 ~ 1956년 10월 30일)는 러시아의 대공 블라디미르 알렉산드로비치의 막내 아들로, 알렉산드르 2세 황제의 손자이자 마지막 러시아 황제인 니콜라이 2세의 사촌이었다.